# Gare d'Arlon
La gare d'Arlon (station Aarlen en néerlandais) est une gare ferroviaire belge de la ligne 162 (de Namur à la frontière luxembourgeoise), située sur le territoire de la ville d'Arlon, province de Luxembourg en Région wallonne.
Elle est mise en service en 1858 par la Grande compagnie du Luxembourg. Arlon étant chef lieu de province, tous les trains du trafic voyageur (de l'international à l'omnibus) y marquent l'arrêt.

## Situation ferroviaire
Établie à 389 mètres d'altitude, la gare d'Arlon est située au point kilométrique (PK) 135,80 de la ligne 162, de Namur à la frontière luxembourgeoise, entre la gare de Viville et de Kleinbettingen première gare de la ligne 5, de Luxembourg à Kleinbettingen du Luxembourg.
Elle est également devenue la gare de bifurcation avec la ligne 167 d'Autelbas à Athus, bien que cette ligne se détache, plus au sud, après l'ancienne halte d'Autelbas (fermée) au PK 140,40.

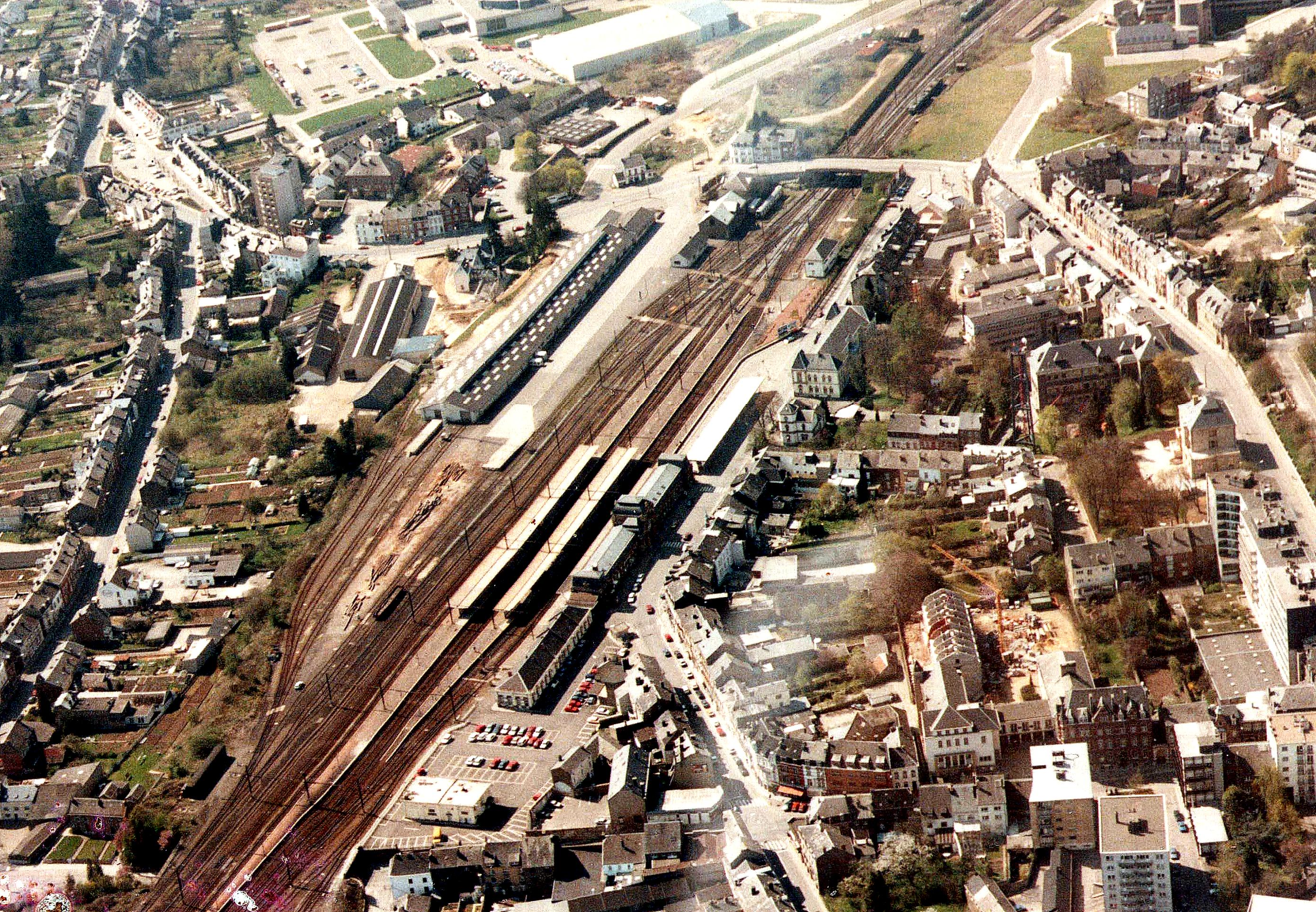
Vue panoramique du quartier de la gare en 1991 avec les voies, les quais et le bâtiment voyageurs.

## Histoire
La Grande compagnie du Luxembourg concessionnaire d'un chemin de fer de Bruxelles à Arlon et à la frontière avec le Luxembourg met en service sa ligne jusqu'à la gare de Grupont le 17 juillet 1858. Elle fait rouler, jusqu'à la gare provisoire d'Arlon, un premier convoi officiel avec la locomotive « Bruxelles » qui tracte trois voitures de voyageurs le 7 octobre. L'inauguration se déroule en présence du roi Léopold I et la mise en exploitation de la ligne a lieu le 27 octobre 1858.
La ligne est prolongée jusqu'à la frontière le 14 septembre 1859 et la mise en service de la ligne luxembourgeoise jusqu'à la gare de Luxembourg a lieu le 15 septembre.
Le 6 avril 1863, à Bruxelles, est procédé à une soumission pour la construction du bâtiment des recettes de la station d'Arlon.
Les Chemins de fer de l’État belge, qui ont racheté la ligne en 1873, décident l'agrandissement de la gare et la construction d'un nouveau bâtiment voyageurs. Le bâtiment d'origine ne sera pas démoli mais rebâti à Mellier. Dans l'intervalle, la construction d'un bâtiment temporaire est adjugée en août 1880.
La réalisation du nouveau bâtiment est confiée à l'architecte Jean-Louis Van de Wyngaert. Les travaux débutent en 1884 et la nouvelle gare est livrée en 1885. Le bâtiment présente la structure classique des gares de l'époque : un pavillon central encadré de deux pavillons d'extrémité, reliés par des ailes plus basses. Généreusement dimensionnée, la gare est le symbole du progrès technique mis à la portée des provinces de la jeune Belgique. Il est construit en « pierre de France », calcaire, de teinte sable sur soubassement de pierre bleue. Une marquise protège les voyageurs en attente sur le quai. Le salon royal aménagé dans la gare n'est plus utilisé fin 1912 lorsqu'il est décidé de lui donner une autre affectation et d'agrandir le bâtiment en direction de Marbehan, un agrandissement qui ne sera pas réalisé.
En 1951, la SNCB entreprend de rehausser les quais en prélude à l'électrification de la ligne. Vu l'espace relativement limité côté quai, l'ensemble du bâtiment verra son sol rehaussé.
En 1988, la salle des pas perdus est rénovée, un peu à l'économie, alors que la couverture de toit est intégralement remplacée. la desserte de la ligne 167 est suspendue. Elle avait été réduite à quelques trains en heures de pointe, limités à Athus, à l'occasion du Plan IC-IR de 1984.
En 2002 débute une opération de rénovation plus profonde, avec un ravalement de la façade et un réaménagement du quai de la première voie.
Le 23 novembre 2007, la SNCB-Holding inaugure la marquise de la gare, qui a été démontée et entièrement restaurée avant de retrouver sa place au début de l'année. Cette rénovation d'un coût de 830 000 € était nécessaire à la survie de ce « chef-d'œuvre de la ferronnerie d'art », réalisé en 1884, et au confort des « 5 000 voyageurs » quotidiens qui fréquentent en moyenne les quais. La toiture de l'ancien hôtel des chemins de fer, située en face de la gare, a également été totalement refaite.
La gare a vu passer un trafic international étoffé mais la ligne 162 (relation Bruxelles - Luxembourg) n'ayant pas été incluse dans le réseau à grande vitesse européen, ce trafic (qui ne peut par ailleurs plus être financé par dotation publique que par ses dessertes nationales) se réduit inexorablement. Arlon vit notamment passer...
- des trains internationaux, reliant la Belgique (et l'Angleterre par ferry boats) à la Suisse (et l'Italie) :  
  - les Trans-Europ-Express, transformés en trains internationaux classiques en 1981 
    - Edelweiss (Amsterdam - Zurich)
    - Iris (Bruxelles - Zurich)

  - les Trains auto-couchettes, supprimés en 2002/2003[10].
    - Azur Express (vers Avignon, Saint-Raphaël, Nice et Vintimille)
    - Camino Azul (vers Narbonne),
    - Freccia del Sole (vers  Milan et Bologne)
    - Freccia del Tirenno (vers Pise, Livourne et Rome)
    - le train de nuit 298/299 (vers Milan, Venise et Florence),
    - le train hivernal 498/499 "Alpina Express" (vers Bâle, Lausanne/Sierre, Zurich/Coire et Berne/Brigue)

  - Les Eurocity "Grand Ducal" et "Jean Monnet" reliant Bruxelles à Luxembourg (Strasbourg pour le second).
- Les trains Anciennes relations InterCity en Belgique (IC) de la relation Bruxelles - Luxembourg (initiés à Knokke/Blankenberge de 1984 au début des années 1990), qui inaugureront les automotrice AM80, et seront renforcés en 2011 par trois paires de trains plus directs (qui ne marquent pas l'arrêt à Ottignies, Gembloux, Ciney, Marloie et Marbehan) en remplacement des trains Eurocity.

## Service des voyageurs

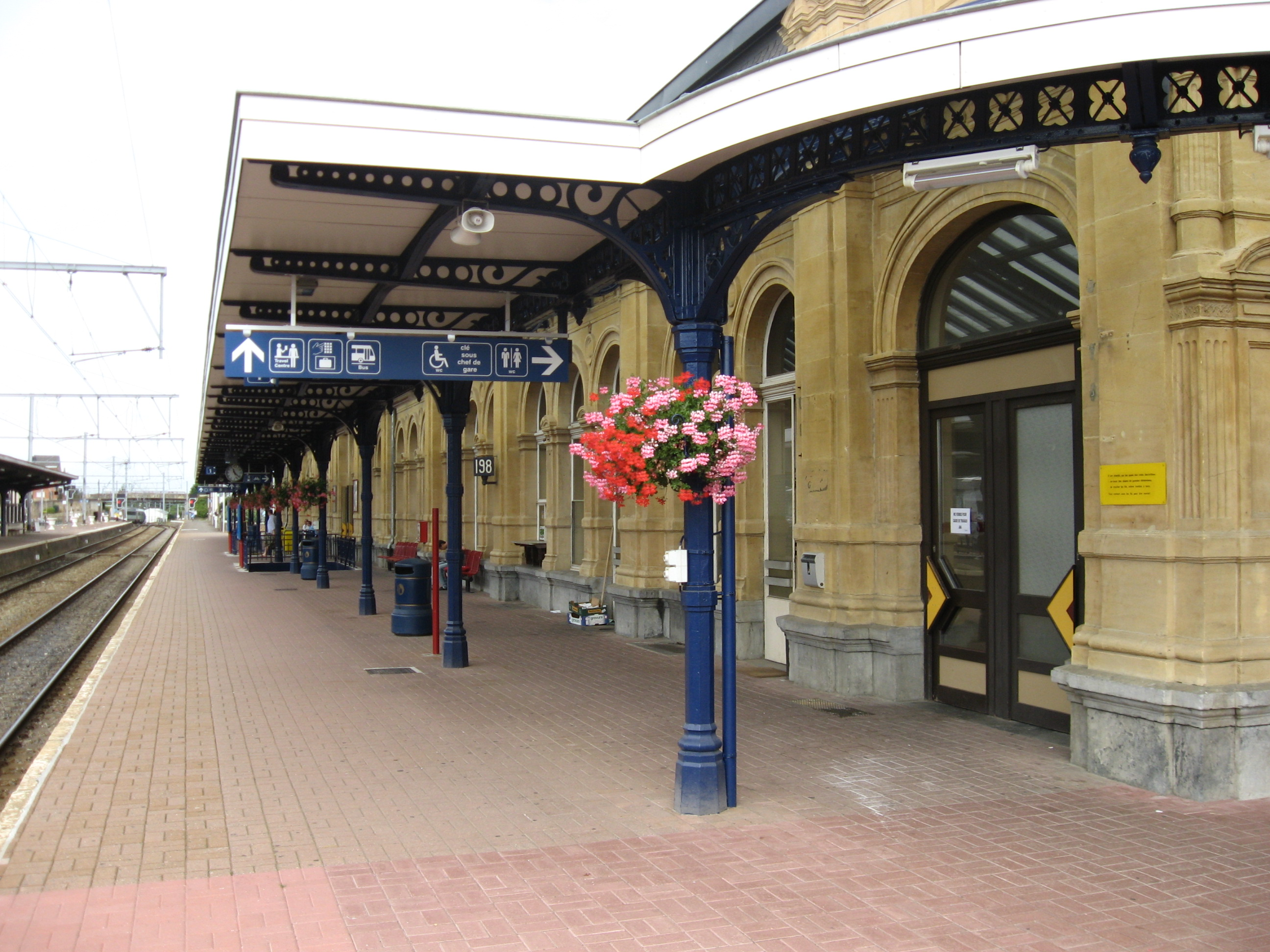
Le quai latéral et le bâtiment voyageurs.

### Accueil
Gare SNCB, elle dispose d'un bâtiment voyageurs, avec guichets, ouvert tous les jours. Elle propose différents aménagements, équipements et services pour les personnes à mobilité réduite. Elle est notamment équipée d'automates pour l'achat de titres de transport et d'une consigne à bagages automatique. Un buffet et un restaurant sont présents dans la gare.

### Desserte
Arlon est desservie par des trains grandes lignes, l'InterCity (IC), et des trains locaux (L) en Belgique et (RB) au Grand-Duché du Luxembourg.
Les trains InterCity (IC) de la relation Bruxelles - Luxembourg sont assurés par des rames tractées de voitures I6, I10 et I11 aux heures creuses et de voitures M6 à double étages en heure de pointe (à Bruxelles ou à Luxembourg).

#### En semaine
La desserte comprend :
- des trains Intercity (IC) entre Luxembourg et Bruxelles-Midi (cadencés toutes les heures). Certains de ces trains sont limités à Arlon ;
- des trains omnibus (L) :
  - entre Arlon et Luxembourg, cadencés toutes les 30 minutes, opérés avec la Société nationale des chemins de fer luxembourgeois (CFL)
  - entre Arlon et Libramont via Marbehan (le plus direct), cadencés toutes les deux heures ;
  - entre Arlon et Libramont via Messancy, Athus, Virton et Bertrix. Les relations voyageurs sur cette ligne, interrompues en 1988 ont été restaurées en 2007, cadencé à l'heure ;
- des trains d'heure de pointe (P) :
  - un train de Namur à Luxembourg, le matin, et un train entre Arlon et Namur l’après-midi ;
  - un train entre Luxembourg et Bruxelles-Midi, le matin, et un train de Bruxelles-Midi à Luxembourg l'après-midi ;
  - trois trains entre Arlon et Luxembourg, le matin, et trois trains entre Luxembourg et Arlon en fin de journée
  - un train qui relie Arlon à Libramont via Marbehan tôt le matin et un dans l'autre direction l'après-midi ;
  - un train dans chaque sens entre Arlon et Libramont via Messancy, Athus, Virton et Bertrix l’après-midi.

#### Week-ends et jours fériés
La desserte est plus réduite et comprend :
- des trains Intercity (IC) entre Luxembourg et Bruxelles-Midi (cadencés toutes les heures). Certains sont limités à Arlon ou Namur ;
- des trains L, toutes les deux heures, entre Libramont et Arlon, via Neufchâteau, Marbehan et Habay ;
- des trains L, toutes les deux heures, entre Libramont et Arlon, via Bertrix, Virton et Athus ;
- un unique train L entre Arlon et Luxembourg, tard le soir ;
- des trains L entre Arlon et Libramont via Marbehan, cadencés toutes les deux heures ;
- un unique train P entre Arlon et Bruxelles-Midi le dimanche soir qui ne circule pas pendant les congés ;
- un unique train P entre Arlon et Liège-Saint-Lambert le dimanche soir qui ne circule pas pendant les congés.

### Intermodalité
Près du bâtiment voyageurs, un emplacement couvert avec un râtelier permet gratuitement le garage des deux roues. Un parking gratuit pour les véhicules est aménagé dans son environnement immédiat et des places de parking payant sont disponibles à proximité. Le site est desservi par les lignes de bus 16, 19, 20, 21, 25, 26, 28, 29, 56, 80, 80/1, 84 et 1011 du réseau TEC Namur-Luxembourg.

## Comptage voyageurs
Ce graphique et tableau montre le nombre de voyageurs embarquant en moyenne durant la semaine, le samedi et le dimanche.
| Nombre de passagers qui embarquent à la gare d'Arlon | Nombre de passagers qui embarquent à la gare d'Arlon | Nombre de passagers qui embarquent à la gare d'Arlon | Nombre de passagers qui embarquent à la gare d'Arlon |
|                                                      | Semaine                                              | Samedi                                               | Dimanche                                             |
| ---------------------------------------------------- | ---------------------------------------------------- | ---------------------------------------------------- | ---------------------------------------------------- |
| 1977                                                 | 1 991                                                | 614                                                  | 987                                                  |
| 1978                                                 | 1 660                                                | 527                                                  | 700                                                  |
| 1979                                                 | 1 635                                                | 528                                                  | 830                                                  |
| 1980                                                 | 2 051                                                | 647                                                  | 1 102                                                |
| 1981                                                 | 1 903                                                | 739                                                  | 1 038                                                |
| 1982                                                 | 2 111                                                | 858                                                  | 1 012                                                |
| 1983                                                 | 1 879                                                | 676                                                  | 1 002                                                |
| 1984                                                 | 1 735                                                | 595                                                  | 1 389                                                |
| 1985                                                 | 1 502                                                | 614                                                  | 1 098                                                |
| 1986                                                 | 1 717                                                | 644                                                  | 1 318                                                |
| 1987                                                 | 1 590                                                | 614                                                  | 1 206                                                |
| 1988                                                 | 1 935                                                | 1 099                                                | 1 500                                                |
| 1989                                                 | 1 728                                                | 700                                                  | 1 734                                                |
| 1990                                                 | 1 494                                                | 653                                                  | 1 357                                                |
| 1991                                                 | 1 830                                                | 639                                                  | 1 573                                                |
| 1992                                                 | 1 741                                                | 531                                                  | 1 590                                                |
| 1993                                                 | 1 638                                                | 636                                                  | 1 148                                                |
| 1994                                                 | 1 991                                                | 783                                                  | 1 273                                                |
| 1995                                                 | 2 220                                                | 807                                                  | 1 294                                                |
| 1996                                                 | 2 519                                                | 896                                                  | 1 252                                                |
| 1997                                                 | 2 185                                                | 755                                                  | 1 575                                                |
| 1998                                                 | 2 317                                                | 716                                                  | 1 275                                                |
| 1999                                                 | 2 065                                                | 700                                                  | 1 454                                                |
| 2000                                                 | 2 391                                                | 671                                                  | 1 462                                                |
| 2001                                                 | 2 006                                                | 718                                                  | 1 594                                                |
| 2002                                                 | 2 250                                                | 780                                                  | 1 508                                                |
| 2003                                                 | 2 411                                                | 777                                                  | 1 510                                                |
| 2004                                                 | 2 392                                                | 758                                                  | 1 643                                                |
| 2005                                                 | 2 526                                                | 914                                                  | 1 672                                                |
| 2006                                                 | 2 554                                                | 945                                                  | 1 718                                                |
| 2007                                                 | 3 356                                                | 675                                                  | 1 665                                                |
| 2008                                                 | -                                                    | -                                                    | -                                                    |
| 2009                                                 | 2 848                                                | 695                                                  | 1 559                                                |
| 2010                                                 | -                                                    | -                                                    | -                                                    |
| 2011                                                 | -                                                    | -                                                    | -                                                    |
| 2012                                                 | 3 695                                                | 843                                                  | 1 842                                                |
| 2013                                                 | 4 100                                                | 851                                                  | 1 830                                                |
| 2014                                                 | 3 808                                                | 1 057                                                | 1 935                                                |
| 2015                                                 | 4 116                                                | 1 003                                                | 1 923                                                |
| 2016                                                 | 3 997                                                | 868                                                  | 2 215                                                |
| 2017                                                 | 3 573                                                | 1 041                                                | 2 313                                                |
| 2018                                                 | 4 769                                                | 1 517                                                | 2 481                                                |
| 2019                                                 | 5 476                                                | 1 331                                                | 3 075                                                |
| 2020                                                 | 2 269                                                | 690                                                  | 2 032                                                |
| 2021                                                 | -                                                    | -                                                    | -                                                    |
| 2022                                                 | 4 345                                                | 1 214                                                | 3 331                                                |
| 2023                                                 | 5 294                                                | 1 441                                                | 3 285                                                |
| 2024                                                 | 5 326                                                | 2 258                                                | 4 219                                                |